# Acanthodii
Die Acanthodii sind eine Gruppe ausgestorbener, sehr vielgestaltiger Fische, die vom Silur bis zum Perm lebte. Ihre Blüte erlebten sie im Devon. Einzelne fossilisierte Stacheln und Schuppen (sogenannte Ichthyodorulithen) hat man bereits aus dem Untersilur gefunden, gesicherte, gut erhaltene Funde sind aus dieser Zeit noch unbekannt. Der oft gebrauchte deutsche Name „Stachelhaie“ bezieht sich auf das haiähnliche Aussehen vieler Acanthodier mit dem typischen Merkmal, dass die häutigen Flossen an ihrem Vorderrand von einem Stachel gestützt wurden. Systematisch gehören sie zu den Kiefermäulern (Gnathostomata) und sie sind die ersten fossil überlieferten Gnathostomata. Die Acanthodii wurden als eigenständige Klasse eingeordnet, werden heute jedoch von zahlreichen Wissenschaftlern als ein paraphyletisches Taxon angesehen, dass sich aus Stammgruppenvertretern der Knorpelfische (Chondrichthyes) zusammensetzt.

## Merkmale
Die Acanthodii wurden 8 Zentimeter bis 2,5 Meter lang und kamen im Meer, hauptsächlich aber im Süßwasser vor. Ihr Innenskelett bestand aus Knorpel, der Hirnschädel aber aus einem Stück Knochen (wenn auch mit tiefen Knorpelbuchten – in sich jedoch ohne Gelenkung). Kopf und Körper waren von kleinen Schuppen bedeckt. Einige Arten hatten Kiemendeckel aus knöchernen „Radien“. Alle Arten besaßen Kiefer, aber Zähne fehlten oft. Wenn vorhanden, saßen sie oft nur auf dem Unterkiefer. Die zahnlosen Gattungen (zum Beispiel Acanthodes) werden als pelagische Filtrierer angesehen. Der Hyoidbogen wurde anfangs als „normaler Kiemenbogen“ gedeutet, aber genauere Untersuchungen (Miles 1973) zeigten, dass er schon wie bei Haien, Rochen und Knochenfischen den Kieferbogen abstützte; zwischen beiden lag oft das Spritzloch. Hingegen gab es noch keine Pharyngealia mit Schlundzähnen. Die Unpaarflossen hatten noch keine eigenen Flossenträger, sondern saßen auf verlängerten Neural- bzw. Hämalfortsätzen (auf der Chorda dorsalis). Die kleinen Paarflossen waren mitunter unabhängig von den ventralen Stachelreihen. Der Schultergürtel war schwach. Die Flossen hatten noch keine Strahlen, nur Schuppen als Stützen. Die Augen saßen weit vorne und waren mit Skleralringen versehen; die Nasenorgane müssen klein gewesen sein, aber es bestanden schon je zwei Narinen (Nasenlöcher).

## Systematik (unvollständig)
Die Climatiiformes und Ischnacanthiformes findet man bereits im Silur, während die Acanthodiformes erst ab dem Unter-Devon bekannt sind.

### Climatiiformes

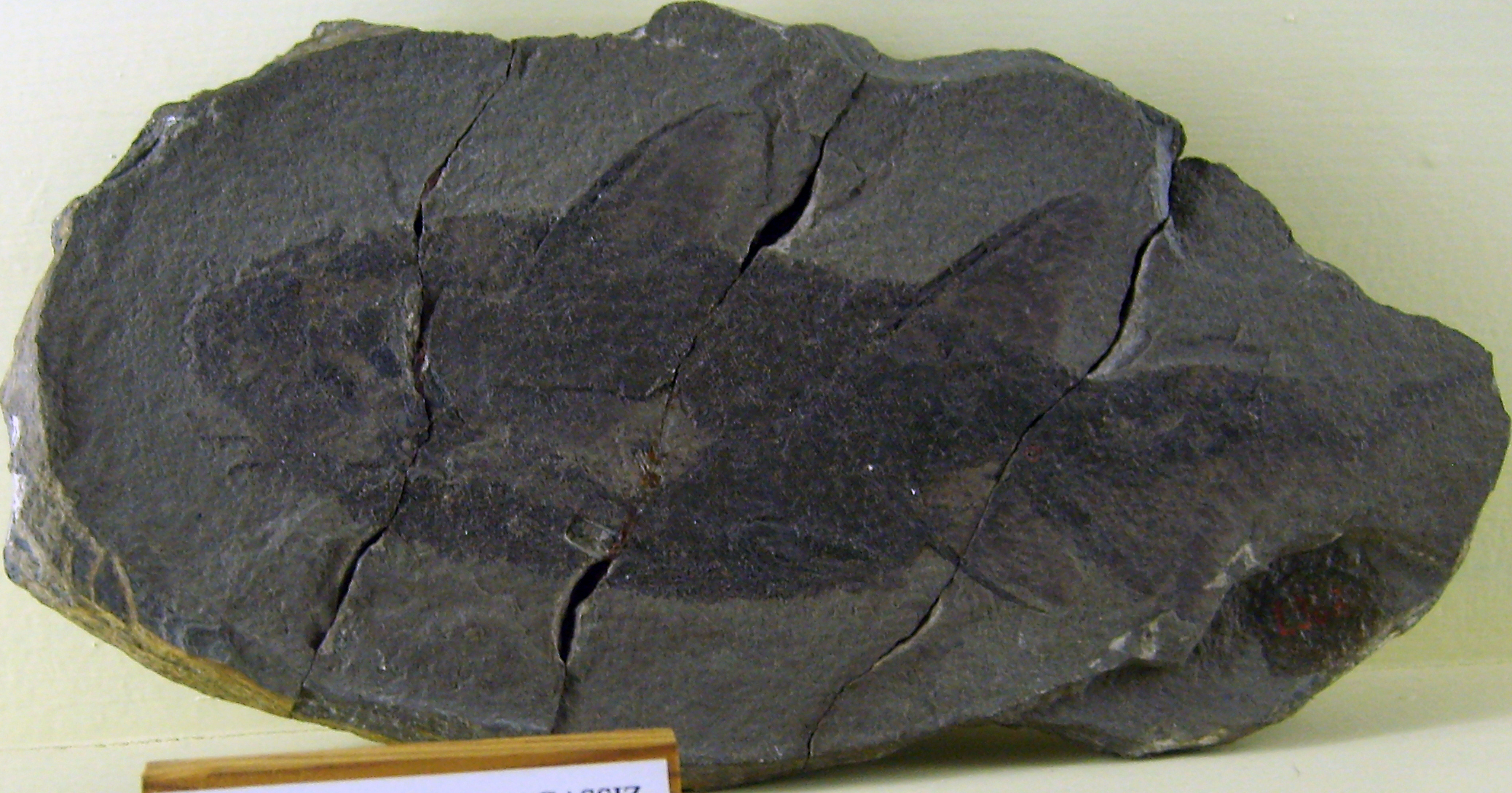
Diplacanthus longispinus im Museum für Naturkunde, Berlin

Bis auf die Diplacanthides besaßen viele Kieferzähne.
- Familie Climatiidae
  - Climatius Oberes Silur bis Unteres Devon, Fundorte: Europa, Nordamerika
  - Euthacanthus Unteres Devon, Fundorte: Europa
  - Parexus Unteres Devon, Fundorte: Europa
  - Nostolepis Ober-Silur bis Unter-Devon, Fundorte: u. a. Europa (meist nur auf Schuppenfunde basierende Gattung)
- Familie Gyracanthidae
  - Gyracanthus Unteres Devon bis Ober-Karbon, Fundorte: Nordamerika
- Familie Diplacanthidae
  - Diplacanthus (Rhadinacanthus) Mittleres bis Oberes Devon, Fundorte: Europa, Nordamerika

### Ischnacanthiformes
- Familie Ischnacanthidae
  - Bracteatacanthus Ober-Silur, Fundorte: Europa (Litauen)
  - Arenaceacanthus Unter-Silur, Fundorte: nur Schuppenfunde, Europa
  - Ischnacanthus Unteres bis Oberes Devon, Fundorte: Europa, Nordamerika

### Acanthodiformes
Alle Acanthodiformes besaßen nur eine Rückenflosse, während bei den Climatiiformes und den Ischnacanthiformes jeweils zwei zu finden sind. Sie waren vermutlich Filtrierer, meist sind keine Zähne vorhanden.
- Familie Acanthodidae
  - Acanthodes Unter-Karbon bis Unteres Perm, Fundorte: Europa, Nordamerika, Australien, Südafrika, Ostasien
  - Cheiracanthus Mittleres Devon, Fundorte: Europa
  - Homalacanthus Oberes Devon bis Unteres Karbon, Fundorte: Nordamerika, Europa
  - Mesacanthus Unteres bis Mittleres Devon, Fundorte: Europa
  - Traquairichthys Oberes Devon bis Unteres Karbon, Fundorte: Europa, Nordamerika
  - Triazeugacanthus Oberes Devon, Fundorte: Nordamerika

### Einige Gattungen unsicherer systematischer Stellung
- Onchus Unter-Silur bis Unter-Devon, Fundorte: Nordamerika und Europa
- Antarchtonchus Mittel- und Ober-Devon, Fundorte: Antarktis
- Monopleurodus Ober-Silur, Fundorte: Europa